# Língua Khmu
kmhmu (kʰmuʔ) é a língua do povo Khmu da região norte Laos. Também é falado em áreas adjacentes do Vietnã, Tailândia e China. Khmu empresta seu nome para o ramo das línguas Khmuics das línguas austro-asiáticas, o qual também inclui a língua khmer e a língua vietnamita. Dentro das austroasiáticas, o Khmu é freqüentemente citado como sendo mais intimamente relacionado com as línguas Palaungiques e das Khasiques.  O nome "Khmu" pode ser visto de forma romanizada como Kmhmu, Khmu ', Kammu ou Khamuk em várias publicações ou contas referidas pelo nome de um dialeto local.

## Dialetos

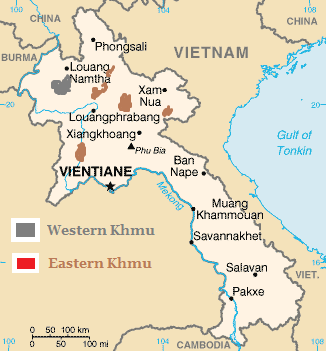
Localização dialetos Khmu no Laos

Como uma língua minoritária sem influência padronizada, muitos dialetos evoluíram. Os dialetos diferem principalmente no inventário consoante, a existência de registro fonológico e o grau em que a linguagem foi influenciada pela idioma nacional] envolvente. Os dialetos são, em sua maior parte, mutuamente inteligíveis; No entanto, a comunicação pode ser difícil entre falantes de dialetos geograficamente distantes.
Os dialetos de Khmu podem ser amplamente categorizados em dois grupos, Khmu Ocidental e Khmu  Oriental.
- Os Dialetos Khmu Ocidentais Possuem menos fonemas consoantes e, em vez disso, usam o contraste do registro fonêmico, como visto em outras línguas austroasiáticas, do registro "lax" (tenuis) e registro "tenso" (fortis) para se registrar. Em pelo menos um dialeto do Khmu Ocidental, conhecido como  Khmu Rook  a tonogênesis]] é evidente à medida que o contraste do registro se desenvolveu em um sistema de dois tons fonéticos com seis realizações fonéticas.[4]
- Os  Dialetos Khmu Orientais ' mostram a tendência inversa. Falta completamente a distinção de registro ou tom e esses dialetos utilizam uma distinção de três caminhos de consoantes: oclusiva (fortis, tenuis, aspirada tenuis) e nasal (fortis, tenuis e pré- glottalizado) na posição inicial da silába para contraste fonêmico.[5]

### Suwilai Premsrirat (2002)
Suwilai Premsrirat (2002) relata os seguintes locais e dialetos de Khmu no Laos, Vietnã, China e Tailândia.
- Línguas do Laos: falado nas 8 províncias do norte de Luang Namtha, Udomsai, Bokeo, Sayaburi, Phongsali, Luang Prabang e Chiengkhwang, com algumas aldeias perto de Vientiane. Os dialetos incluem Khmu Rook, Khmu Lue e Khmu Cuang (também conhecido como Khmu Uu).
- Línguas do Vietnã: Kim Hua, Sop Pot, Sop Caw e Pung Kamong Villages, Kim Da Subdistrito, Tương Dương Distrito, Vinh Cidade, Nghệ An Província. Também na Província de Lai Châu, Sơn La Province e Província de Thanh Hóa.
- Línguas da China: Pung Soa (mais conservadora com contrastes de voz nas consoantes iniciais) e Om Kae (tem contrastes tonais) em Sipsongpanna, Yunnan
- Línguas da Tailândia: muitas aldeias, incluindo o ponto de informação representativo da vila de Huay Yen, subdistrito de Wieng, Distrito de Chiang Khong, Província de Chiang Rai (originalmente do distrito de Pak Bang, no Laos, onde o idioma se chama Khmu Khrong, que significa "Mekong Khmu '. Também nas províncias de Nan e Lampang.

## Fonologia

### Consoantes
O inventário das consoants do Khmu é mostrado na tabela abaixo. Os fonema s nas células coloridas são particulares dos dialetos do Khmu oriental. O fonema / f /, presente em dialetos do Khmu oriental e ocidental, é um resultado de empréstimos das línguas tailandesas circundantes].
|                |                 | Labial | Labial | Alveolar | Alveolar | Palatal | Palatal | Velar | Velar | Glotal |
| -------------- | --------------- | ------ | ------ | -------- | -------- | ------- | ------- | ----- | ----- | ------ |
| Plosiva        | Aspirada        | pʰ     | pʰ     | tʰ       | tʰ       | cʰ      | cʰ      | kʰ    | kʰ    |        |
| Plosiva        | Tenuis          | p      | p      | t        | t        | c       | c       | k     | k     | ʔ      |
| Plosiva        | Fortis          | b      | b      | d        | d        | ɟ       | ɟ       | ɡ     | ɡ     |        |
| Nasal oclusiva | Tenuis          | m̥      | m̥      | n̥        | n̥        | ɲ̥       | ɲ̥       | ŋ̥     | ŋ̥     |        |
| Nasal oclusiva | Fortis          | m      | m      | n        | n        | ɲ       | ɲ       | ŋ     | ŋ     |        |
| Nasal oclusiva | Pré glotalizada | ʔm     | ʔm     | ʔn       | ʔn       | ʔɲ      | ʔɲ      | ʔŋ    | ʔŋ    |        |
| Fricativa      | Tenuis          | (f)    | (f)    | s        | s        |         |         |       |       | h      |
| Aproximante    | Tenuis          | w̥*     | w̥*     | l̥        | r̥        | j̊       | j̊       |       |       |        |
| Aproximante    | Fortis          | w      | w      | l        | r        | j       | j       |       |       |        |
| Aproximante    | Pré glotalizada | ʔw     | ʔw     |          |          | ʔj      | ʔj      |       |       |        |

*w̥ é tecnicamente uma Tenuis labio-velar aproximante.

### Vogais
As vogais do Khmu mostram pouca variação em todos os dialetos com todas as variedades com 19 monotongos e três ditongos (/iə/, /ɨə/ e /uə/).
|              | Anterior | Anterior | Central | Central | Posterior | Posterior |
| curta        | longa    | curta    | longa   | curta   | longa     |           |
| ------------ | -------- | -------- | ------- | ------- | --------- | --------- |
| Fechada      | /i/      | /iː/     | /ɨ/     | /ɨː/    | /u/       | /uː/      |
| Meio fechada | /e/      | /eː/     | /ə/     | /əː/    | /o/       | /oː/      |
| Meio aberta  | /ɛ/      | /ɛː/     |         | /ʌː/    | /ɔ/       | /ɔː/      |
| Aberta       |          |          | /a/     | /aː/    |           |           |

## Amostra de texto
Kmhmu’ meh sqmeh dé’ môôy phav da’pa’-théét Laav(meh phav jwa Mon-Kmer) yo’ ge chrô’ pr’ôôm hrlo’ Mon-Kmer. Kmhmu’ meh phav sndraan dé’ pa-théét Laav pa’ no go’ meh phav hnam thi pé’(saam)da’ mwaq Laav. Rqgè’ taam kaan sook vwl hmmé’ lwaq phav da’ pa’-théét Laav dé’ thaan Laurent Chazee da’ pi 1991, ge bwp sah Kmhmu’ meh 32% dé’ pa’-sa-sôn pa’ lôôc, ah pa’-maan 1.4 laan gôn.Baq hnooq lav sah da’ pa’-maan pi 1230, ah môôy phav sqmeh phav Laav no du’caak luaq tal dé’ pa’-théét Ciin hôôc no guut yat da’ pté’ k`ni’ k’eey pa’-théét Laav. No guut rèèp `mèèp gôn bè sek bè tqma’(broom Kmhmu’) hôôc no rac Koon Kmhmu’ gôn hmaq dé’ pté’gni’du’ dar prsoor yat da’ môk môk jôq hrôq jru’, gôn gme’ du’ am than no go’ grwp moot tèèq khooy tèè`maav. Kmhmu’ daq keet meh phav ñè’, yat slé yat prsoor, yat ja’ hrlo’ riñ hrlo’ cleen,keet gôn briaq sr’oh briaq hmbri’.Yar ni’ Kmhmu’ daq am bwan lap sit meh pa’sa-sôn Laav kiñ hmwan briaq. Taq qwan ni’ yoh koon Kmhmu’ daq yat hmwan phav baq pooy baq trvayh,baq pnmeh phav yo’ ge hndé’ lut phav Laav yo’ ge pôk-khooq pa’-théét.Hôôc no go’taq sqmeh Kmhmu’`mèèp pa’-maat maak sqmeh hmwan: Kha, Laav-theq, Laav-Kaaq, Thay-hai pa’ kha’-mu’. Kha meh sqmeh jè’ Laav lav pa’-maat Kmhmu’hmwan i’ méc sqmeh Nigrô nam baq joq k’eey je’ hiaq da’ Amérika.
Português
Khmu ' é o nome de um grupo étnico no Laos (étnico do grupo Mon-Khmer) que fala a língua Mon-Khmer. Eles são os povos nativos do país do Laos e são um dos três maiores grupos étnicos do Laos. Segundo as últimas pesquisas do grupo étnico do Laos por Laurent Chazee em 1991, o povo Khmu 'representa 32% da população total, cerca de 1,4 milhão. No século XIII, por volta de 1230, um grupo étnico chamado Lao, imigrou da parte sul da China para o território hoje conhecido como Laos. Eles vieram e invadiram o território como conquistadores, levando alguns dos habitantes nativos para as remotas áreas montanhosas de suas terras e escravizando o restante deles. Esses párias das terras altas, conhecidos como Khmu ', mantinham sua distinção étnica e viviam como uma minoria isolada, longe da civilização.